# Flammodynerus pseudoloris
Flammodynerus pseudoloris är en stekelart som beskrevs av Giordani Soika 1961. Flammodynerus pseudoloris ingår i släktet Flammodynerus och familjen Eumenidae. Inga underarter finns listade i Catalogue of Life.